# 佩斯恰諾耶湖 (葉卡捷琳堡)

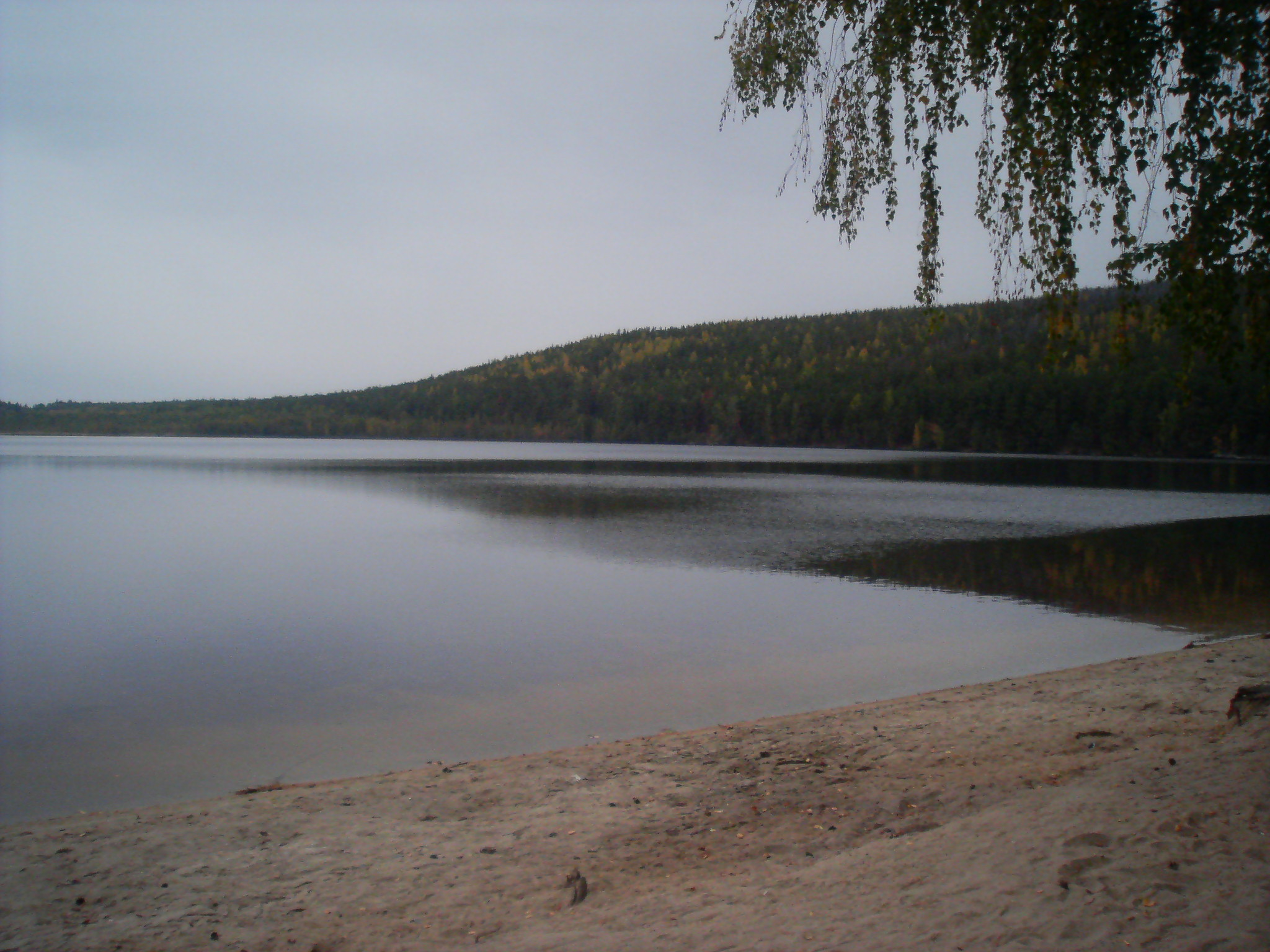

56°53′43″N 60°19′02″E / 56.8953°N 60.3172°E
佩斯恰諾耶湖（俄语：Песчаное озеро），是俄羅斯的湖泊，位於該國中西部斯維爾德洛夫斯克州，處於葉卡捷琳堡，長0.7公里、寬0.5公里，面積0.36平方公里，海拔高度311米，平均水深1米，最大水深3.5米。